# Toxonothrips gramineae
Toxonothrips gramineae är en insektsart som beskrevs av Dudley Moulton 1927. Toxonothrips gramineae ingår i släktet Toxonothrips och familjen smaltripsar. Inga underarter finns listade i Catalogue of Life.